# سيسيل باركر
سيسيل باركر (بالإنجليزية: Cecil Parker)‏ (و. 1897 – 1971 م) هو ممثل، من المملكة المتحدة، ولد في هيستنغس، توفي في برايتون، عن عمر يناهز 74 عاماً.

## وصلات خارجية
- سيسيل باركر على موقع IMDb (الإنجليزية)
- سيسيل باركر على موقع الموسوعة البريطانية (الإنجليزية)
- سيسيل باركر على موقع ألو سيني (الفرنسية)
- سيسيل باركر على موقع أول موفي (الإنجليزية)
- سيسيل باركر على موقع قاعدة بيانات برودواي على الإنترنت (الإنجليزية)
- سيسيل باركر على موقع قاعدة بيانات الأفلام السويدية (السويدية)
- سيسيل باركر على موقع إن إن دي بي (الإنجليزية)
- سيسيل باركر على موقع ديسكوغز (الإنجليزية)
- سيسيل باركر على موقع قاعدة بيانات الفيلم (الإنجليزية)
- سيسيل باركر على موقع كينوبويسك (الروسية)